# 프라야 룬드베리
프라야 룬드베리(태국어: ไปรยา สวนดอกไม้, 스웨덴어: Praya Lundberg, 1989년 3월 28일 ~ )는 태국의 스웨덴계 배우, 모델이다.